# Marian Walczak (kolekcjoner)
Marian Walczak (ur. 28 listopada 1926 w Poznaniu, zm. 29 grudnia 1987 tamże) – polski kolekcjoner. 

## Życiorys
Syn Jana (właściciela wytwórni sztucznych kwiatów) i Marianny także z Walczaków. Rodzina prowadziła zakład produkcji sztucznych kwiatów przy ul. Wrocławskiej w Poznaniu od 1906. Wysiedleni w październiku 1939 do Mielca nadal trudnili się tam tą działalnością. Powrócili do Poznania w 1945 i powtórnie otwarli wytwórnię kwiatów. 
Pasję kolekcjonerską rozwijał już w latach młodzieńczych. Jednak poważne zainteresowanie kolekcjonowaniem pamiątek wykazał po zetknięciu z literaturą Józefa Ignacego Kraszewskiego. Zainspirował go w tym kierunku dziennikarz Antoni Trepiński. Przez czterdzieści lat kolekcjonowania zbiorów związanych z Kraszewskim, Walczak zebrał m.in. 15.000 tomów bibliografii i bibliologii oraz 2500 tomów dzieł pisarza i o pisarzu. W kolekcji znalazły się też obrazy, portrety, popiersia, medaliony, drzeworyty i inne pamiątki związane z pisarzem. Oprócz przedmiotów związanych z Kraszewskim zbierał też dzwonki holenderskie i wypchane sowy z różnych zakątków świata. Od 1978 był wiceprezesem Wielkopolskiego Towarzystwa Przyjaciół Książki.
3 maja 1979 przekazał całość swoich zbiorów Poznaniowi, na ręce prezydenta Andrzeja Wituskiego. Darowizna stała się podstawą stworzenia Pracowni-Muzeum Józefa Ignacego Kraszewskiego przy ul. Wronieckiej (1986).  

## Życie prywatne
Od 1956 żonaty z Marią Kopydłowską, z którą miał trójkę dzieci: Marię (1956), Piotra (1957) i Pawła (1965).